# (11450) Shearer
(11450) Shearer ist ein Asteroid des Hauptgürtels, der am 22. August 1979 durch den schwedischen Astronomen Claes-Ingvar Lagerkvist am La-Silla-Observatorium der Europäischen Südsternwarte entdeckt wurde.
Der Asteroid wurde nach Andrew Shearer (* 1953) benannt, dem Leiter einer Arbeitsgruppe für Astrophysik und Bildverarbeitung an der National University of Ireland in Galway.